# 蒂瓦斯縣

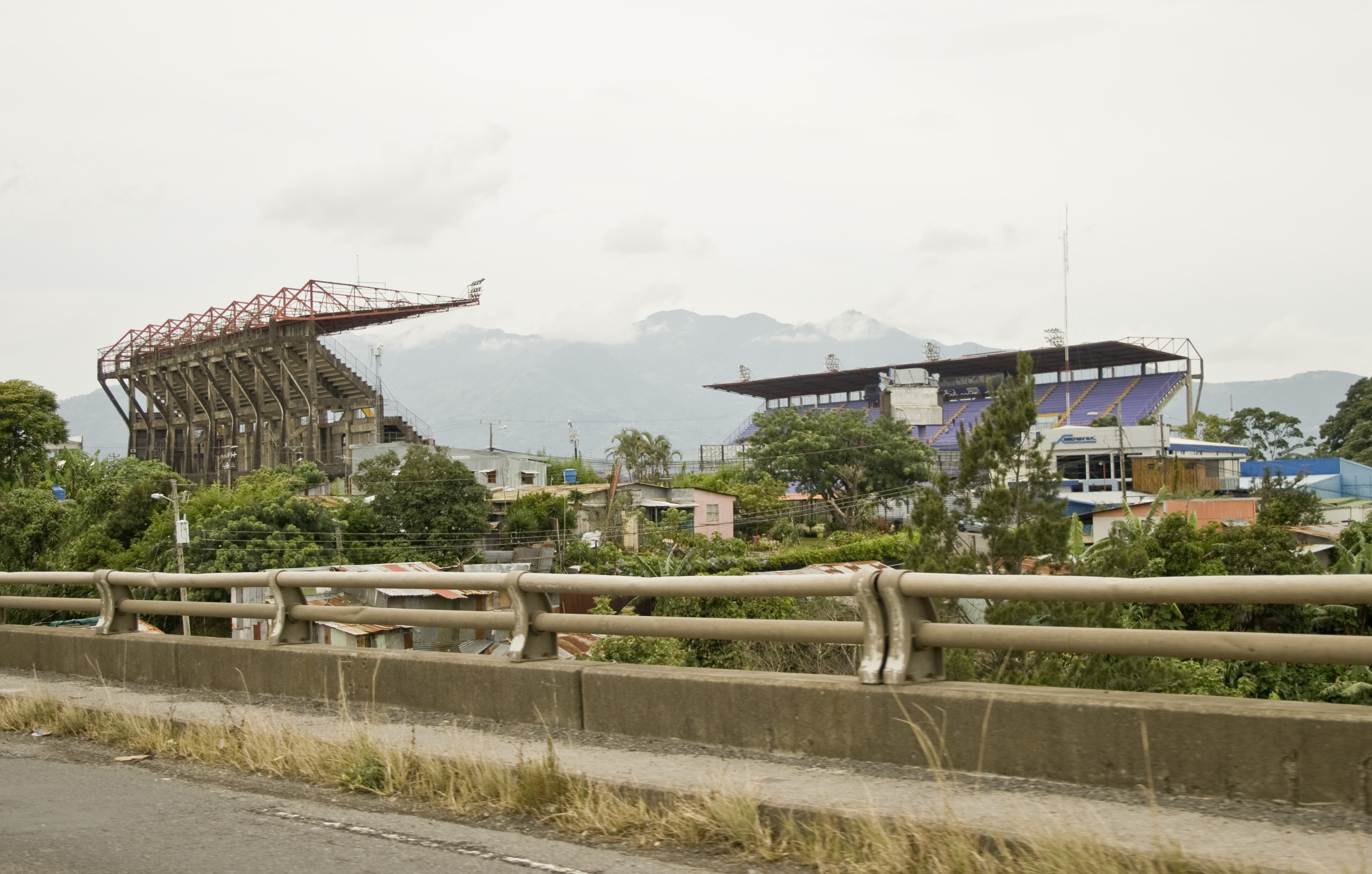

9°57′32″N 84°4′57″W / 9.95889°N 84.08250°W
蒂瓦斯縣（西班牙語：Cantón de Tibás），是哥斯達黎加的縣份，位於該國中部，由聖何塞省負責管轄，首府設於聖胡安德蒂瓦斯，始建於1914年7月27日，面積8.15平方公里，海拔高度1,162米，2011年人口64,842人，人口密度每平方公里7,956.07人。